# 莱茵能源体育场
萊茵能源球場是一座位於北威州科隆市的足球場，可容納50374人，共有48個VIP包廂，建於“蒙加士多化球場”（Müngersdorfer Stadium）舊址，球場興建時為科隆市創造15,000個就業機會，1923年9月16日落成啟用。1927年11月20日進行第一次國際賽比賽，德國國家隊首次到科隆比賽與荷蘭打成2比2。
其後1972年至1975年及2002年至2004年進行擴建，2003年為迎接2006年世界盃決賽周而重建球場。現時是德國甲組足球聯賽球會科隆及歐洲美式足球聯盟科隆百年的主場球場，同時是2006年世界盃十二個比賽球場之一，共舉行五場比賽（四場分組賽及一場十六強比賽）。球場與“萊茵能源公司”的命名合約將於2009年屆滿。球場在平日聯賽可容納50,997名觀眾，當舉行國際賽時因禁止立席而減為46,134名觀眾。在球場的北看台設有科隆隊的博物館。
球場在確定德國獲得2006年世界盃主辦權而進行重建，工程在2003年完成，和以往不同是取消了田徑跑道而將觀眾席與比賽草坪距離拉近。在2004年7月獲得国际奥委会（IOC）傑出運動及遊樂設施銅獎。2005年萊茵能源體育場是国际足联联合会杯足球赛的比賽場地，舉行三場包括揭幕戰阿根廷對突尼西亞的初賽比賽，並閉門舉辦了2020年UEFA歐羅巴聯賽決賽。

## 外部連結
- 萊茵能源球場官方網站
- 科隆足球會官方網站 （页面存档备份，存于）
- 科隆百年美式足球會官方網站
- Stadium Guide （页面存档备份，存于）
- 3D球場模型 （页面存档备份，存于）
- BBC世界盃球場：科隆 （页面存档备份，存于）